# Cemal Yanılmaz
Cemal Yanılmaz (ur. 2 stycznia 1934 w Samsunie, zm. 6 sierpnia 2018 tamże) – turecki zapaśnik walczący w stylu wolnym. Olimpijczyk z Tokio 1964, gdzie zajął czwarte miejsce w kategorii 52 kg.
Złoty medalista mistrzostw świata w 1963 i brązowy w 1961 roku.